# Route nationale 575
Pour les articles homonymes, voir Route nationale 575 (homonymie).

La route nationale 575, ou RN 575, était une route nationale française reliant Orange à Vaison-la-Romaine.
À la suite de la réforme de 1972, elle a été déclassée en RD 975.

## Ancien tracé d'Orange à Vaison-la-Romaine (D 975)
- Orange
- Camaret-sur-Aigues
- Travaillan
- Rasteau
- Roaix
- Vaison-la-Romaine